# 정다혜 (치어리더)
정다혜(1991년 3월 7일 ~ )는 대한민국의 치어리더이다. 현재 LG 트윈스, 원주 DB 프로미, 충남 아산 FC의 치어리더이다.

## 활동
- 2015년 ~ 현재: LG 트윈스 치어리더
- 2018년 ~ 현재: 원주 DB 프로미 치어리더
- 2020년 ~ 현재: 충남 아산 FC 치어리더
- 2015년 ~ 2016년: 서울 우리카드 위비 치어리더
- 2017년 ~ 2018년: 구리 KDB생명 위너스 치어리더
- 2017년 ~ 2018년: 화성 IBK기업은행 알토스 치어리더
- 2019년: 아산 무궁화 치어리더
- 2019년 ~ 2020년: 안산 OK저축은행 러시앤캐시 치어리더